# Ramajendas dastychi
Espèce
Ramajendas dastychi est une espèce de tardigrades de la famille des Ramazzottiidae.

## Distribution
Cette espèce est endémique d'Antarctique. Elle se rencontre sur l'île Petermann dans l'archipel Wilhelm.

## Description
Isohypsibius coulsoni mesure de 230 à 480 µm.

## Étymologie
Cette espèce est nommée en l'honneur de Hieronymus Dastych.

## Publication originale
- Kaczmarek, Janko, Smykla & Michalczyk, 2013 : Soil tardigrades from the Antarctic Peninsula with a description of a new species and some remarks on the genus Ramajendas (Eutardigrada: Isohypsibiidae). Polar Record, p. 1-7 (texte intégral).